# Eusurculus andamanensis
Eusurculus andamanensis är en fiskart som beskrevs av Werner Schwarzhans och Møller 2007. Eusurculus andamanensis ingår i släktet Eusurculus och familjen Bythitidae. Inga underarter finns listade i Catalogue of Life.